# Wallfahrtskirche Mariä Heimsuchung (Unterholzhausen)
Die römisch-katholische Pfarr- und Wallfahrtskirche Mariä Heimsuchung liegt umgeben von Bauernhöfen in Unterholzhausen im Inntal. Ihr Patrozinium Mariä Heimsuchung wird, dem deutschen Regionalkalender folgend, am 2. Juli gefeiert.

## Geschichte
Holzhausen entstand während der bajuwarischen Besiedelung im 6. Jahrhundert. Eine erste urkundliche Erwähnung findet sich einer Schenkungsurkunde aus dem Jahr 1130, in welcher der heutige „Alte Pfarrhof“ dem Augustiner-Kloster Au am Inn vermacht wird. Holzhausen war jahrhundertelang eine Expositur des Klosters Au am Inn. Ab dieser Zeit stand im Ort eine Holzkirche. Die jetzige Kirche im spätgotischen Stil wurde in den Jahren 1460 bis 1476 erbaut.
Mit der Säkularisation in Bayern wurde im Jahre 1802 das Kloster Au am Inn aufgehoben. In der Folge hatte auch Unterholzhausen keinen Pfarrer mehr, und die aristokratische Führung Bayerns verfügte den Abriss der Unterholzhausener Kirche. Engagierter Protest der Bevölkerung verhinderte dies.

## Renovierung
Die Kirche wurde 1977 und in den Jahren 2011/2012 mit Eigenleistung aus der Bevölkerung komplett renoviert.
Seit der Kirchenrenovierung befindet sich in der Kirche auch ein Beichtstuhl aus dem Kloster Au am Inn.

## Gebäude
Es handelt sich um eine einschiffige spätgotische Saalkirche mit einer Kapelle an der Südseite. Das Kirchenschiff hat drei Joche.

## Ausstattung
Die Figuren des Hochaltars sind so alt wie die Kirche selbst. Sie stellen Maria als Himmelskönigin, Hl. Agnes und die Hl. Barbara dar. An den vorderen Halbsäulen stehen rechts die Hl. Katharina und links die Hl. Kunigunde. An der Wand stehen rechts der Hl. Augustinus, links der Hl. Ambrosius.
Mit der Innenrenovierung 1977 wurde die gotische Ausstattung und Bemalung im Chorraum wiederhergestellt. Die gelben Felder zwischen den Kreuzrippen sind ebenso original aus dem Jahr 1470 und wie die Verzierungen. An der Empore findet sich ursprüngliche Saecomalerei: Links eine Darstellung der Steinigung des Hl. Stephanus, des Hl. Martin, Mariä Verkündigung, des Hl. Dionysius sowie des Hl. Vitus.
Die Gewölbeschlusssteine stellen, beginnend beim Altar, Maria mit Jesuskind, Hl. Barbara, Anna Selbdritt, Hl. Katharina und die Hl. Margaretha dar. Erwähnenswert ist die alte eisenbeschlagene gotische Sakristeitür, die mit Ochsenblut imprägniert ist.

## Bedeutung
Die Kirche Mariä Heimsuchung ist nicht nur Pfarrkirche der gleichnamigen Pfarrei, sondern auch ein beliebtes Wallfahrtsziel. Über die Ursprünge dieser Wallfahrt ist nichts überliefert. Ziel der Wallfahrt ist das gotische Marienbildnis im Mittelpunkt des barocken Hochaltares. Eine besondere Blüte erlebte die Wallfahrt nach Unterholzhausen im 17. und 18. Jahrhundert.